# Лопазненское сельское поселение
Лопа́зненское сельское поселение — муниципальное образование в восточной части Суражского района Брянской области. Административный центр — село Лопазна.
Образовано в результате проведения муниципальной реформы в 2005 году, путём слияния дореформенных Лопазненского и Ляличского сельсоветов.

## Население
| 2010  | 2011  | 2012  | 2013  | 2014  | 2015  | 2016  |
| ----- | ----- | ----- | ----- | ----- | ----- | ----- |
| 1687  | ↗1689 | ↘1686 | ↘1678 | ↘1615 | ↘1567 | ↘1480 |
| 2017  | 2018  | 2019  | 2020  | 2021  |       |       |
| ↘1424 | ↘1395 | ↘1364 | ↘1336 | ↘1275 |       |       |

## Населённые пункты
| № | Населённый пункт | Тип     | Население |
| - | ---------------- | ------- | --------- |
| 1 | Весёлый          | посёлок | ↘11       |
| 2 | Костеничи        | село    | ↘282      |
| 3 | Красный Пахарь   | посёлок | →2        |
| 4 | Лопазна          | село    | ↗633      |
| 5 | Ляличи           | село    | ↗671      |
| 6 | Миновка          | деревня | ↘54       |
| 7 | Мостки           | посёлок | →0        |
| 8 | Першиков         | посёлок | →0        |
| 9 | Сенькин Ров      | посёлок | ↗25       |

## Экономика
- СПК «Родина»
- СПК «Казачье»
- КФК «Тезна»
- магазины: 5 в Ляличах, 3 в Лопазне, 2 в Костеничах

## Социальная сфера
- Ляличский социально-культурный центр
- Лопазненский Дом культуры
- Костенический Дом культуры
- фельдшерско-акушерские пункты в Лопазне, Ляличах, Костеничах

## Достопримечательности
- Бывшая усадьба графа П. В. Завадовского в селе Ляличи, с частично сохранившимися дворцом и Екатерининской церковью (XVIII век, архитектор обоих проектов — Джакомо Кваренги) и усадебным парком.